# Oceanodroma hubbsi
Oceanodroma hubbsi — викопний вид буревісникоподібних птахів з сучасного роду Oceanodroma родини качуркових (Hydrobatidae), що існував у пізньому міоцені в Північній Америці.

## Скам'янілості
Викопні рештки птаха знайдені у 1950 році у відкладеннях формації Капістрано в окрузі Орендж штату Каліфорнія (США). Скам'янілість складалася з решток черепа, хребта, таза та лівої ноги.

## Опис
Розмір Oceanodroma hubbsi становить середнє між розмірами Oceanodroma homochroa і Oceanodroma melania. Кістки ніг у нього товщі вищевказаних видів, а кістки стопи та стегон відносно довші, ніж у всіх інших видів качурок. Довжина черепа — 35,0 мм, довжина дзьоба — 17,7 мм, довжина стегнової кістки — 16,0 мм, довжина великогомілкової кістки — 32,5 мм. Коефіцієнт розмірів великогомілкової кістки до стегнової кістки становить 2,03:1, співвідношення розмірів великогомілкової кістки до тарсальної становить 1,4:1.